# Conférence de Belgrade
La conférence de Belgrade, qui s'est tenue à Belgrade (Yougoslavie) en 1961, tend à réaffirmer et à préciser le mouvement des non-alignés à la suite de la conférence de Bandung de 1955. Elle s'est tenue du 1er au 6 septembre 1961 et elle est la première édition des conférences des non-alignés.
Cette fois-ci pourtant, les leaders du mouvement sont clairement définis, il s'agit de Nasser, Tito et Nehru. Ces trois leaders anticolonialistes et progressistes avaient préparé cette conférence lors de la rencontre de Brioni en juillet 1956. De plus elle témoigne des vives tensions opposant toujours Tito au régime soviétique.
Lors de son discours, Tito réaffirme que la conférence « n'a pas pour objet de créer un bloc » mais qu'elle vise au contraire à dénoncer « l'exclusivisme des blocs qui est un danger pour la paix mondiale ».
Ainsi, dans le contexte de Guerre froide, cette conférence est une prolongation de la conférence de Bandung.

## Participants
Vingt-cinq pays y sont représentés. Ce chiffre s'explique par la réticence de certains États du Tiers monde à s'associer à un mouvement qui penche officieusement du côté du bloc communiste. De plus, il est exigé que chaque participant ne fasse partie d'aucune alliance militaire avec les États-Unis ou avec l'URSS. 
Sont présents :
- Afghanistan
- Algérie (gouvernement provisoire)
- Arabie Saoudite
- Birmanie
- Cambodge
- Ceylan
- Chypre
- Cuba
- Éthiopie
- République arabe unie (Égypte et Syrie)
- Ghana
- Guinée
- Inde
- Indonésie
- Irak
- Liban
- Mali
- Maroc
- Népal
- Somalie
- Soudan
- Tunisie
- Yémen du Sud
- Yougoslavie